# Halové mistrovství Evropy v atletice 2007 – běh na 60 metrů překážek žen
Běh na 60 metrů překážek žen na halovém ME 2007 se uskutečnil dne 2. března v hale National Indoor Arena (The NIA) v britském Birminghamu. Zlato vybojovala Švédka Susanna Kallurová, jež zvítězila časem 7,87 s a obhájila titul z předchozího šampionátu v Madridu.

## Finálové výsledky
| Umístění         | Dráha | Jméno                | Národnost          | Výsledek | Poznámka |
| ---------------- | ----- | -------------------- | ------------------ | -------- | -------- |
| Zlatá medaile    | 6     | Susanna Kallurová    | Švédsko            | 7,87 s   |          |
| Stříbrná medaile | 5     | Alexandra Antonovová | Rusko              | 7,94 s   |          |
| Bronzová medaile | 2     | Kirsten Bolmová      | Německo            | 7,97 s   | SB       |
| 4.               | 3     | Irina Ševčenková     | Rusko              | 8,01 s   |          |
| 5.               | 7     | Sara McGreavyová     | Spojené království | 8,04 s   |          |
| 6.               | 4     | Reïna-Flor Okoriová  | Francie            | 8,08 s   |          |
| 7.               | 1     | Aurelia Trywiańská   | Polsko             | 8,25 s   |          |
| 8.               | 8     | Eline Beringsová     | Belgie             | 8,56 s   |          |

Poznámka: SB = výkon sezóny